# Artau II de Pallars Sobirà
Artau II de Pallars Sobirà (c. 1065 (?) - 1124) fou comte de Pallars Sobirà (1081-1124).

## Vida política
Començà a governar jove, i segurament sota la tutela de la seva mare Llúcia de la Marca. Va heretar un comtat en guerra i va batallar amb el seu parent el comte Ramon V de Pallars Jussà. Tot i no renunciar a recuperar les valls, castells i drets que li pertanyien, no podrà cometre els excessos del seu pare, que va morir excomunicat: fou necessari pactar amb el bisbat d'Urgell l'aixecament de la pena (1087). Ramon V i els nobles del comtat, sempre al costat on podien treure profit, haurien posat a Artau i als seus aliats els Vallferrera en greus problemes, tal com el pare d'Artau va fer amb Ramon. El seu germà Ot expandiria pel Pallars la Pau i Treva en aquest context.
.

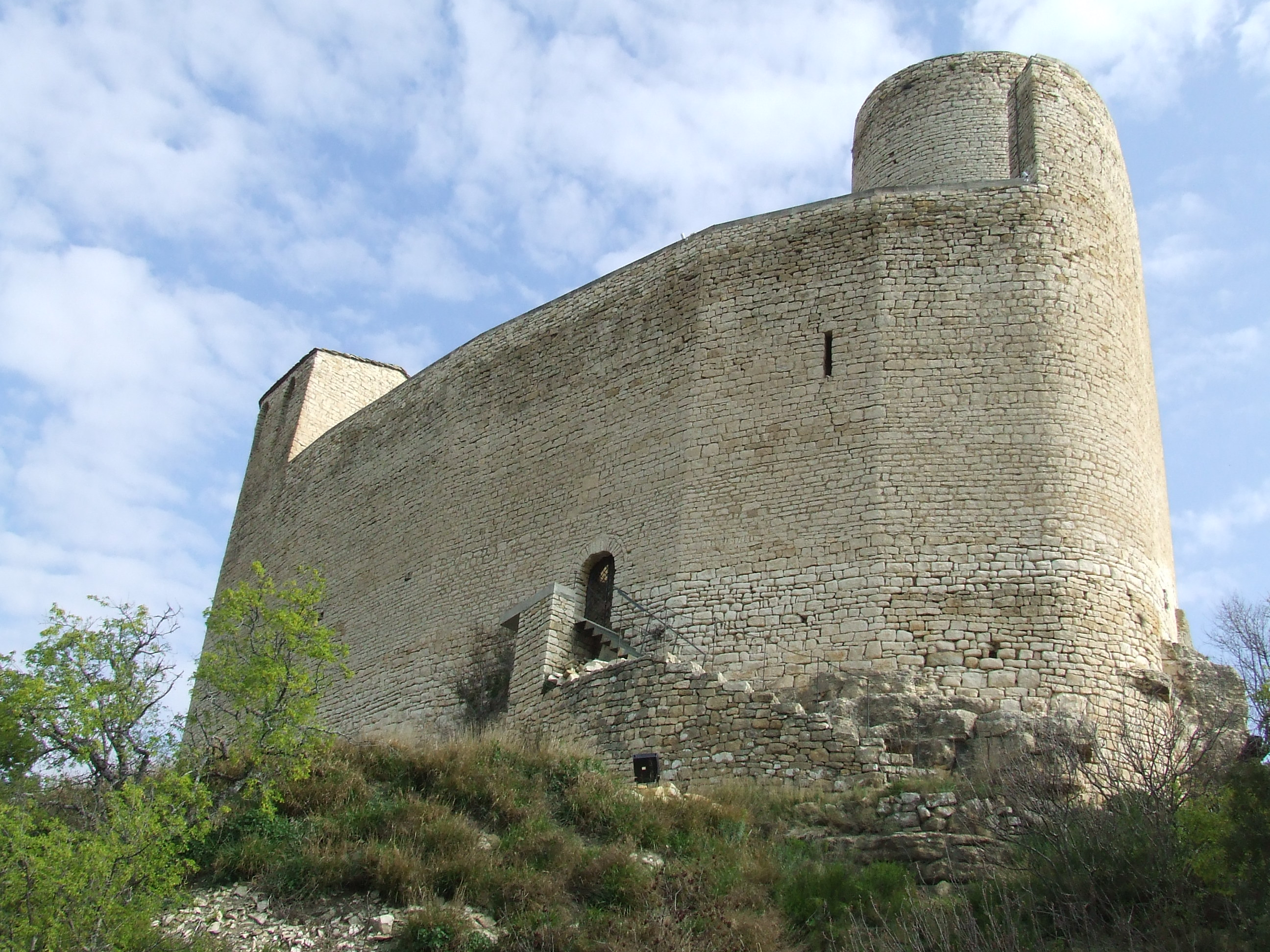
Els estratègics castells de Mur i Llimiana li foren donats a Artau en feu pel comte Ramon V de Pallars Jussà

Pel que sembla, però, el comte de Pallars Jussà no ho tingué fàcil. La guerra durava molt, els comtats es desgastaven, i la crida a la conquesta d'Al-Àndalus va despertar les ànsies dels comtes i nobles per a una solució definitiva. La guerra civil del Pallars es va acabar definitivament a partir als anys 1094-1095, amb tot de pactes i convinences on el territori és equilibrat i es defineixen les respectives jurisdiccions. D'aquesta manera els comtats de Pallars Sobirà i Pallars Jussà se separen finalment de facto i de iure. Els comtes es prometen ajut i defensa mutus, i no construir fortaleses fora dels dominis respectius. Ramon, en agraïment per una gran donació de castells feta per Artau a les negociacions, li donà en feu els preats castells de Mur i Llimiana, fent-se Artau un dels seus homes.
A mesura que van pacificant ses terres els comtes de Pallars marxen a la conquesta de l'espai islàmic: en haver quedat el comtat envoltat per territori dels nobles cristians partiren de la mà dels comtes de Barcelona. Així, Artau marxà a la reconquesta amb Berenguer Ramon I, tal com ho feu el seu pare amb Ramon Berenguer I. El comte de Barcelona el va dotar amb el Castellet de Manresa (1094).
És molt possible que, amb la pau, Artau pogués invertir les riqueses de les campanyes en la construcció i renovació d'algunes de les esglésies del comtat al romànic, que comencen a sorgir en abundància en aquests moments per tot el Pallars Sobirà.

## Orígens familiars
Fill del comte Artau I de Pallars Sobirà i la seva esposa la comtessa Llúcia de la Marca. Fou germà, per tant, de Sant Ot.

## Núpcies i descendents
Es casà abans de 1083 amb Aldonça Pérez de Tordesillas, filla de Martin Pérez de Tordesillas. D'aquest matrimoni nasqué:
- l'infant Artau III de Pallars Sobirà (?-1167), comte de Pallars Sobirà
- l'infanta Maria de Pallars Sobirà (?-?), casada amb Lope Garçés "el Peregrino" senyor d'Alagón (possiblement filla d'Artau I i Llúcia de la Marca)
- l'infant Artau el jove